# Kevin Ansu Yeboah
Kevin Ansu Yeboah (* 19. August 1986) ist ein ehemaliger deutscher Footballspieler.

## Laufbahn
Yeboahs Footballlaufbahn begann im Nachwuchsbereich der Stuttgart Scorpions. Dem 2,02 Meter großen und 135 Kilogramm wiegenden, in der Offensive Line eingesetzten Spieler gelang in Stuttgart der Sprung in die Herrenmannschaft und damit in die GFL, die höchste Spielklasse Deutschlands. Zusätzlich stand er in der 2007er Saison der NFL Europe bei Frankfurt Galaxy unter Vertrag, erreichte mit den Hessen den World Bowl, verlor dort im Juni 2007 aber gegen die Hamburg Sea Devils. Der Neffe des früheren Fußballspielers Anthony Yeboah spielte nach seinem Abstecher in die NFL Europe wieder in Stuttgart, 2008 wechselte er zur Mannschaft Spartiates d’Amiens nach Frankreich. Später spielte er erneut in Stuttgart.
Mit der deutschen Nationalmannschaft nahm er an der Weltmeisterschaft 2007 teil und erreichte den dritten Platz.